# Pujandrau
El Pujandrau és una muntanya de 1.564 metres que es troba al municipi de les Valls d'Aguilar, a la comarca de l'Alt Urgell.